# 豊沢川
豊沢川（とよさわがわ）は、岩手県花巻市を流れる、北上川水系に属する流路延長28.8kmの一級河川である。

## 地理
源流は奥羽山脈の山々を水源としている。花巻市街地からやや南東に流れ、花巻市高田付近で北上川と合流する。川沿いに「花巻南温泉峡」と称される温泉群（上流から鉛温泉・山の神温泉・大沢温泉・志戸平温泉・松倉温泉）が湧出する。

## 宮沢賢治との関係
詩人・童話作家の宮沢賢治は、現在の花巻市の出身で、豊沢川は生活圏に位置していた。賢治は幼少時から豊沢川で石を集めることに熱中して「石っこ賢さん」と呼ばれ、後年の地学への興味の原点になったと評される。また石神町付近の豊沢川にあった「まごえ淵」（または「まごい淵」）は、童話『風の又三郎』の舞台の一つ「さいかち淵」のモデルとされる。